# Ruda Południowa (stacja kolejowa)
Ruda Południowa – zlikwidowana stacja kolejowa w Rudzie Śląskiej, w dzielnicy Ruda Południowa; w woj. śląskim, w Polsce.